# ريتشارد كينغ (مربي ماشية)
ريتشارد كينغ (بالإنجليزية: Richard King)‏ هو مربي ماشية أمريكي، ولد في 1824 في نيويورك في الولايات المتحدة، وتوفي في 1885 في سان أنطونيو في الولايات المتحدة بسبب سرطان المعدة.